# Золотий Ріг (Стамбул)

Золотий Ріг на мапі Стамбула

41°01′45″ пн. ш. 28°57′40″ сх. д. / 41.029166666667° пн. ш. 28.961111111111° сх. д.
Золотий Ріг або Галіч (дав.-гр. Χρυσοκερας, тур. Haliç) — вузька вигнута затока, що впадає в протоку Босфор у місці її з'єднання з Мармуровим морем. Розташована переважно в межах турецького міста Стамбул, розділяючи його європейську (фракійську) частину на північну і південну половини. У гавані в гирлі Золотого Рогу в VII столітті до Р. Х. була заснована колонія Візантій, навколо якої згодом сформувався Константинополь .
Довжина затоки — 12,2 км, ширина — 91-122 м, глибина — 47 м. У західній частині до Золотого Рогу впадають два струмки: Алібейсу (стародавній Кідарос) і Кятханесу (стародавній Барбізес). На обох берегах розташована  європейська частина найбільшого міста Туреччини — Стамбула. Через бухту перекинуті п'ять мостів (від витоку до гирла):
- Галатський міст — побудовано у 1974 році, сполучає квартали Сютлюдже і Дефтердар
- Старий Галатський міст (не експлуатується),
- Міст Ататюрка, побудовано у 1940-му. Сполучає квартали Касимпаша і Ункапани
- Метроміст Золотий Ріг, пішохідно-залізничний, завершено будівництво в 2014 році, по ньому прокладено лінію Стамбульського метро М2 через бухту Золотий Ріг.
- Міст Галіч будівництво завершено у 1994 році, сполучає Каракьой і Еміньоню

На берегах затоки розташовані стародавні райони Стамбула - Галата, Фенер, Балата, Айвансарай, Еюп, Хаскей, Касимпаша. Тут з середніх віків селилися константинопольські гебреї та італійські купці. У пізній Візантії на північному березі Золотого Рогу існувала колонія Генуезької республіки, а за османів на берегах розташовувалось фінансовий і торговий центр міста, мусульманські святині і великі корабельні.
Мандрівники XIX століття називали затоку найкрасивішою частиною міста, в середині XX століття місцевість була зіпсована слабкоконтролюємою внутрішньою міграцією і хаотичною промисловою забудовою. На середину 2010-х береги Золотого Рогу є сумішшю переважно бідних житлових районів з важливими музеями та історичними пам'ятниками.

## Етимологія
Страбон називав затоку «Рогом Візантія», явно маючи на увазі його форму. 
 "Затока, що примикає до стіни візантійців, простягається приблизно в західному напрямку на 60 стадій подібно Оленячому рогу. Розгалужується на безліч маленьких бухт, як би на гілки ".
Золотим Рогом (по-грецьки  Χρυσόκερας , Хрізокерас) затока стала іменуватися пізніше, можливо, завдяки торговій важливості. Методом кальки утворено не тільки українська і англійська назва — англ. Golden Horn, але також німецька — нім. Goldenes Horn, італійська — італ. Corno d'Oro, французька фр. Corne d'Or, іспанська — ісп. Cuerno de Oro. При цьому сучасна грецька назва нейтральніша — грец. Κεράτιος κόλπος, «Затока у формі рогу», а турецьке тур. Haliç означає просто «бухта, затока».

## Фізико-географічні характеристики

### Геологічна історія
Затока могла утворитися одночасно з Босфором близько 6000 років до Р. Х.. Згідно теорії чорноморського потопу, в результаті зсуву літосферних плит води Середземномор'я, заповнюючи утворилися тріщини, хлинули в Чорне море, піднявши його рівень Первісне заселення території сталося приблизно за тисячу років до подій

## Гідрографія

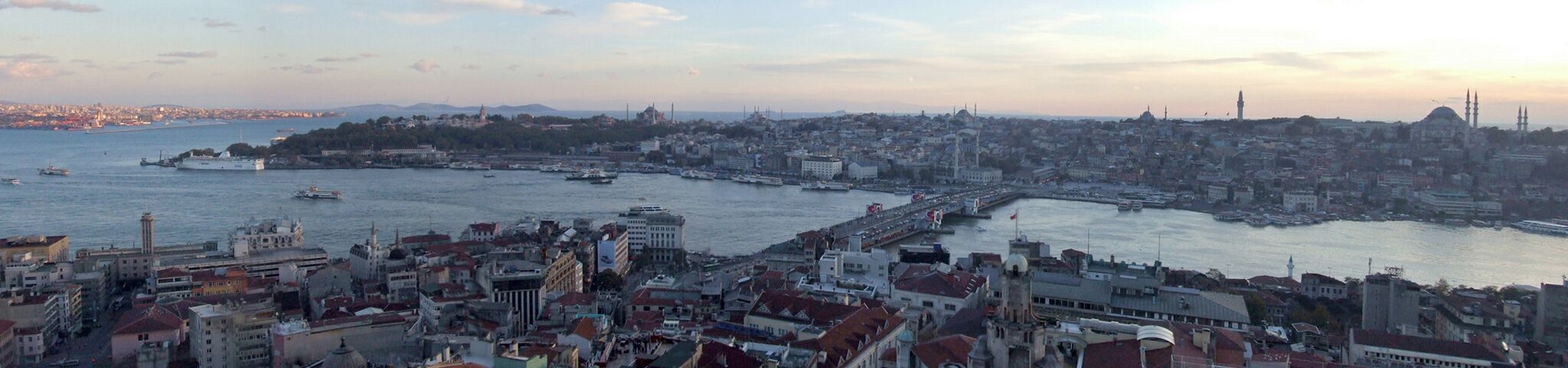
Панорама затоки

Золотий Ріг за формою нагадує річку, має завдовжки близько 8 км і завширшки від 90 м до 700 м. Подібність підсилюють два джерела що живлять затоку: Алібей-су (за Візантію — Кидар) і Кягитхане-су (Варвізес). Вони розташовані у «витоку» водойми, на кордоні стамбульського району Кягитхане і передмістя Еюп. В османські часи місце було відоме як Прісні води Європи (за аналогією з Прісними водами Азії у селища Канділлі по той бік Босфору) і служило заміської зоною відпочинку.
Від Прісних вод затока має напрямок на південний захід, глибина на цій ділянці не перевищує декількох метрів, рельєф місцевості знижується на південь. Приблизно через 2 км, розширившись до 400 м, затока досягає пагорба Еюп (по правому березі), від якого повертає на 90 градусів на південний схід, у напрямку до Босфору і центру міста. Перед поворотом в затоці розташовані два покритих рослинністю острови під загальною назвою Бахаріє, на них відсутні споруди.
Нижче Еюпа затока стає судноплавною, має кілька пасажирських пристаней по обох берегах і чотири мости. Навпроти району Касимпаша (лівий берег) досягає найбільшої ширини майже в 700 метрів завдяки затоці, яка ще наприкінці XIX століття продовжував носити грецьке ім'я Мандраки Перед гирлом Золотий Ріг має максимальну глибину 40 метрів.
Берега затоки пологі, по обидва боки знаходяться ділянки низовини середньої ширини 150 метрів, за якими розташовані пагорби: на південному березі заввишки 40-60 метрів (легендарні сім пагорбів Константинополя), на північному — до 80 метрів. Умовною межею між Золотим Рогом і Босфором на картах іноді відзначають Галатський міст.
На кшталт Босфору, затока має два яскраво виражених водних шари. У нижній вода надходить з Мармурового моря, її солоність біля гирла досягає 36 проміле . Верхній, ширший шар містить воду Чорного моря, солоність у ньому в міру наближення до Босфору підвищується з 16 до 21 проміле. Прозорість води також збільшується від 2,2 метра у верхній частині затоки до 5,5 у найнижчій[недоступне посилання з квітня 2019]